# Ofensiva talibán de Primavera (2012)
La Ofensiva talibán de Primavera fue la culminación de varios ataques largamente planeados por el grupo talibán contra el Gobierno de Afganistán que tuvieron lugar el 15 de abril de 2012 y que se saldaron con la muerte de 19 insurgentes y 28 heridos. El más significativo de estos golpes fue el ocurrido en la capital, Kabul.

## Ofensiva en Kabul
La ofensiva comenzó aproximadamente a las 14:00 del 15 de abril (hora local) con al menos una docena de grandes explosiones en Kabul, la mayoría de ellas en el céntrico barrio de la Zona Verde. Varias milicias talibán armadas con pistolas automáticas, lanzacohetes y chalecos explosivos salieron a las calles de la capital. Los objetivos del ataque fueron:

### Embajadas occidentales
Embajada del Reino Unido 
Los atacantes dispararon una granada propulsada por cohete contra una casa utilizada por los diplomáticos británicos en el centro de la ciudad, y el humo se elevaba en el edificio tras la explosión. Así mismo, dos cohetes cayeron en una torre de vigilancia de la embajada.
Convoyes del Ejército de Estados Unidos se acercaron a la zona acompañados por policía afganos con chalecos antibalas.
Embajada de Alemania 
Al menos tres cohetes impactaron un supermercado próximo a la embajada alemana, de donde salía una gran columna de humo.
Embajada de EE. UU. 
Varios disparos se oyeron en la zona de la embajada de los EE. UU., que fue puesta en alerta máxima.
Embajada de Rusia 
La embajada rusa fue alcanzada por varios cohetes disparados por las fuerzas talibanes.

### Edificios gubernamentales
Sede del Parlamento
Varios milicianos talibanes asaltaron el Parlamento, obligando a algunos diputados a tomar personalmente las armas. Además, un portavoz del Parlamento confirmó que varios cohetes impactaron contra la sede de la institución, situada en la parte occidental de Kabul. Un equipo de artificieros de las fuerzas de seguridad también consiguió detonar un minibús cargado con explosivos. Asimismo el diputado afgano Haji Lalai y sus guardaespaldas se enfrentaron con los insurgentes desde el tejado del Parlamento.
Residencia del Vicepresidente
La residencia de uno de los dos vicepresidentes afganos, Mohamed Karim Jalili, fue asaltada por tres insurgentes talibanes. Dos de ellos eran atacantes suicidas y otro estaba fuertemente armado. Portaban chalecos explosivos, armas y otros explosivos. Sin embargo las fuerzas de seguridad lograron detenerles, salvando así la vida de Jalili.
Palacio Presidencial
El portavoz talibán aseguró en un comunicado que habían conseguido atacar el fuertemente custodiado palacio del presidente Hamid Karzai y que lanzaron cohetes que acabaron con la vida de varios de los guardias, pero no fue confirmado por otras fuentes.
Sede de la ISAF 
La sede de la Fuerza Internacional de Asistencia a la Seguridad en Afganistán (ISAF) fue atacada por al menos cuatro talibanes que se habían posicionado en un edificio colindante.

### Atrincheramiento
Los talibanes procedieron a atrincherarse en varios edificios desde donde abrir fuego contra varias embajadas y el Parlamento, entre los que destacan:
Kabul Star Hotel
Un número indeterminado de milicias talibanes se atrincheró en este hotel, situado en el céntrico barrio de Wazir Akbar Khan, junto a las legaciones diplomáticas de Irán y Turquía.
Edificio en construcción
Cuatro insurgentes se atrincheraron en la última planta de un edificio en construcción que se encontraba en la Avenida Darulaman, a apenas 100 metros de la embajada española. Desde allí atacaron al Parlamento y a la Embajada Rusa.
Un total 50 efectivos de las fuerzas especiales afganas y tres vehículos humvee custodiaron los accesos al edificio.
Finalmente, helicópteros de ataque del ejército afgano atacaron a las 02:45 del 16 abril (hora local)  el edificio, acabando así con los cuatro talibanes.

### Ataque nocturno
Durante la madrugada del 16 de abril,  los disparos se reanudaron en el barrio de las embajadas. A la una y media se empezaron a oír de nuevo grandes explosiones y una hora más tarde las tropas internacionales decidieron recurrir al ataque aéreo ante la imposibilidad de doblegar a los grupos de insurgentes atrincherados.

## Ofensiva en Jalabalad
En Jalalabad, capital provincial de Nangarhar, se resgistraron al menos cuatro explosiones provocadas por varios insurgentes que atacaron una sede de la OTAN.

## Ofensiva en Puli Alam
En Puli Alam, capital de la provincia de Logar, un comando de cinco talibanes se atrincheró en un edificio gubernamental para atacar a las fuerzas de seguridad. Al menos cuatro de los integrantes del grupo fueron abatidos.

## Ofensiva en Gardez
En Gardez, capital provincial de Paktia, otro grupo talibán se atrincheró en un edificio y causó heridas a al menos cuatro civiles y tres policías mediante ataques a una academia policial y una universidad situadas en las inmediaciones.

## Bomba caminera en Kapisa
Una  bomba caminera provocó la muerte de 4 policías afganos  en la provincia central de Kapisa. Uno de ellos era oficial de policía.